# 火の山公園
火の山公園（ひのやまこうえん）は、山口県下関市の火の山にある都市公園（広域公園）。山頂部の「山頂公園」と山麓部の「山麓公園」からなる。

## 概要
火の山公園は1948年（昭和23年）に都市計画公園として決定し整備された公園で、1956年（昭和31年）5月に瀬戸内海国立公園（関門海峡地域、第2種特別地域）に指定された。眺望が良く関門海峡や下関市街、日本海まで見渡すことができる。火の山からの夜景は日本夜景遺産にも登録されており、1000万ドルの価値があるとも言われている。
1973年（昭和48年）には火の山展望台が開業し、2階が360度回転する展望レストランを備えていた。しかし、火の山展望台は2016年12月31日を以て営業中止となり、2017年3月より解体された。2021年（令和3年）2月の整備基本構想によると天候に左右されずに眺望できる展望スペースを新たに確保するとしている。
また、1958年（昭和33年）4月から山麓と山頂の間を火の山ロープウェイが運行してきたが、老朽化により、2024年（令和6年）11月で営業を終了し、2027年3月に新たにパルスゴンドラ（固定循環式ゴンドラ）が設けられる予定である。
火の山ロープウェイ上駅と山頂の間には2001年に木製展望台（ウッドデッキ）が設置されたが、観光施設再編のため2024年7月から解体され、2025年度に「ヒノヤマリング展望台」が建設されることになった。
桜やツツジ、チューリップの名所としても知られ、毎年5月のツツジの開花時期に合わせてイベントが行われている。

## 主な施設

### 山頂公園
- 公園・広場（複合遊具、屋外展望所など）[1]
- 火ノ山砲台跡[1]（下関要塞参照）
- 山頂立体駐車場（普通車276台、大型バス用8台）[1]
- トイレ

### 山麓公園
- トルコチューリップ園[1]
- 山麓公園[1]

## アクセス

### バス
- JR西日本下関駅から
  - サンデン交通バス火の山国民宿舎行き約15分「火の山公園山麓」下車
  - サンデン交通バス長府方面行きで12分、「御裳川（みもすそがわ）」下車

### ロープウェイ
- 下関市火の山ロープウェイ

2024年11月10日廃止。
壇の浦駅から火の山駅下車。乗車時間は4分ほどだった。
2026年度にパルスゴンドラ式の更新を予定している。

### 道路
- 中国自動車道下関ICから火の山パークウェイ経由で約15分。

## ギャラリー

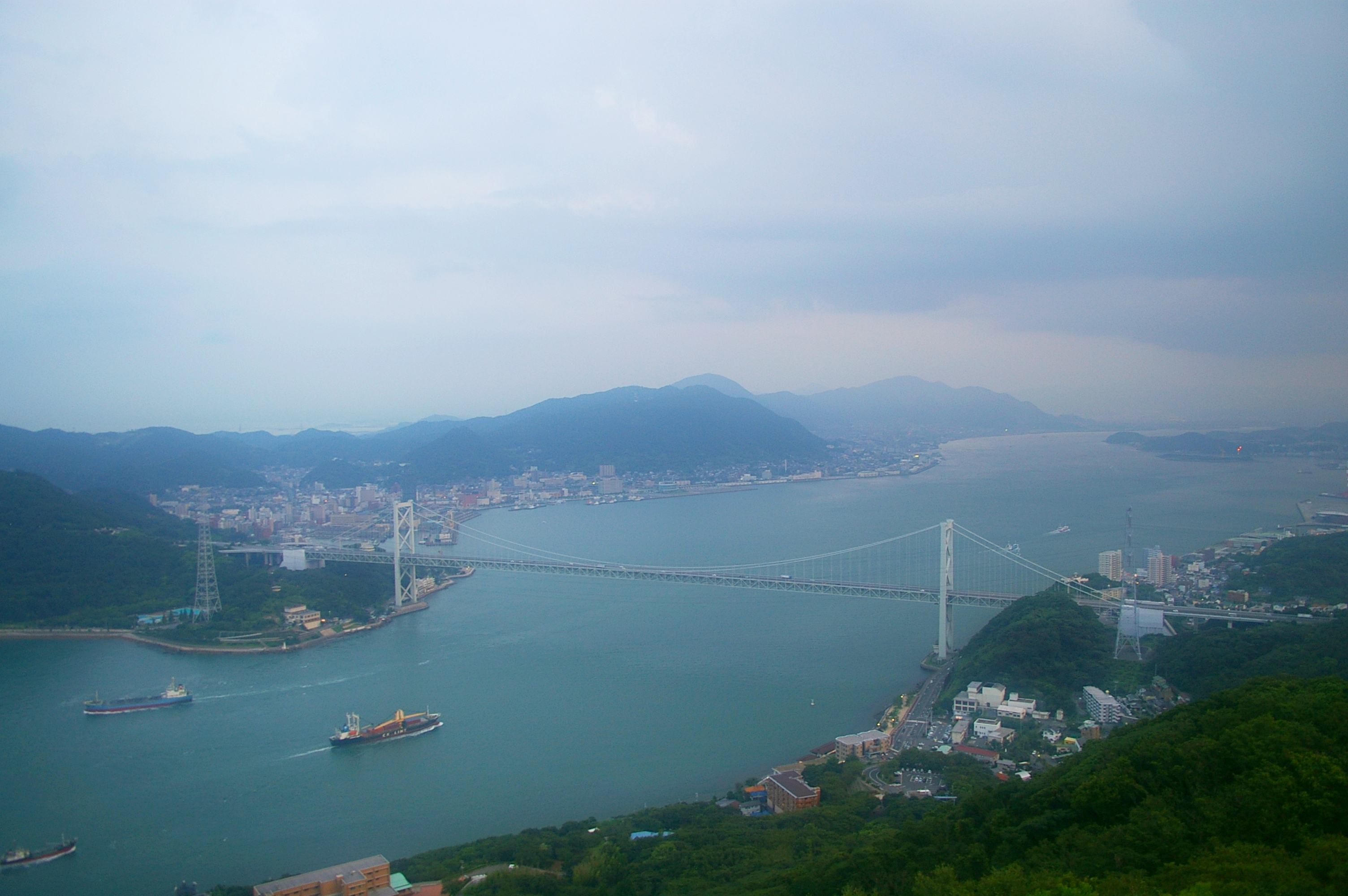
火の山公園から関門海峡を望む
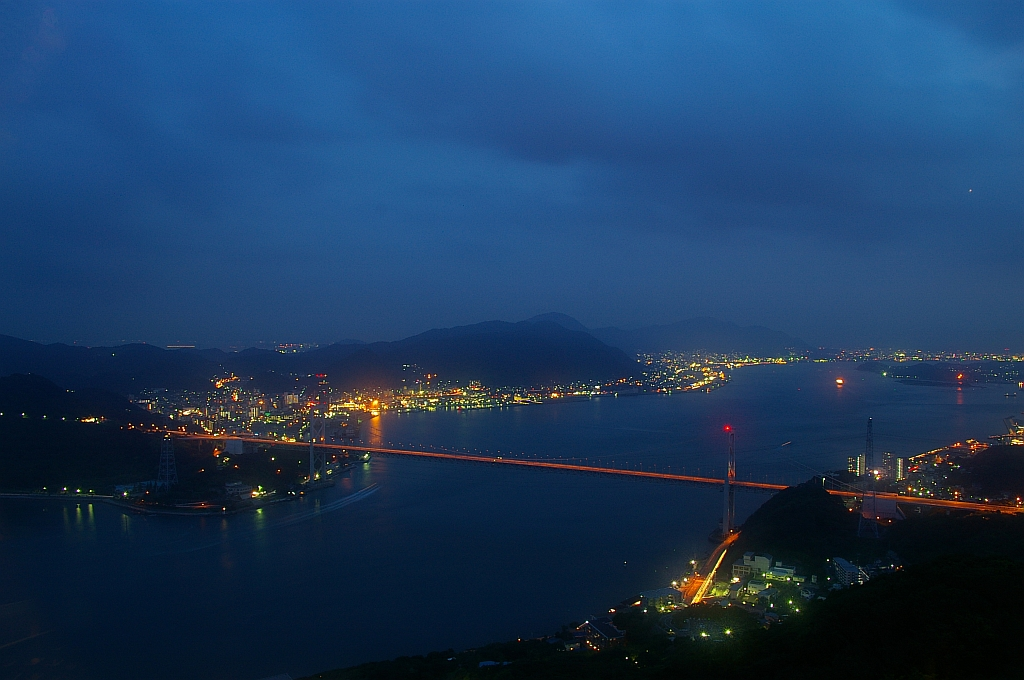
展望台からは関門海峡の夜景が楽しめる
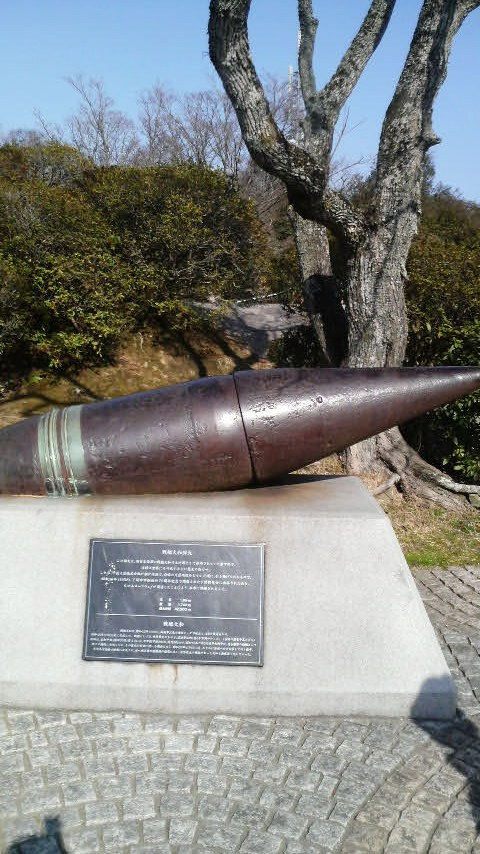
火の山公園にある戦艦大和主砲弾
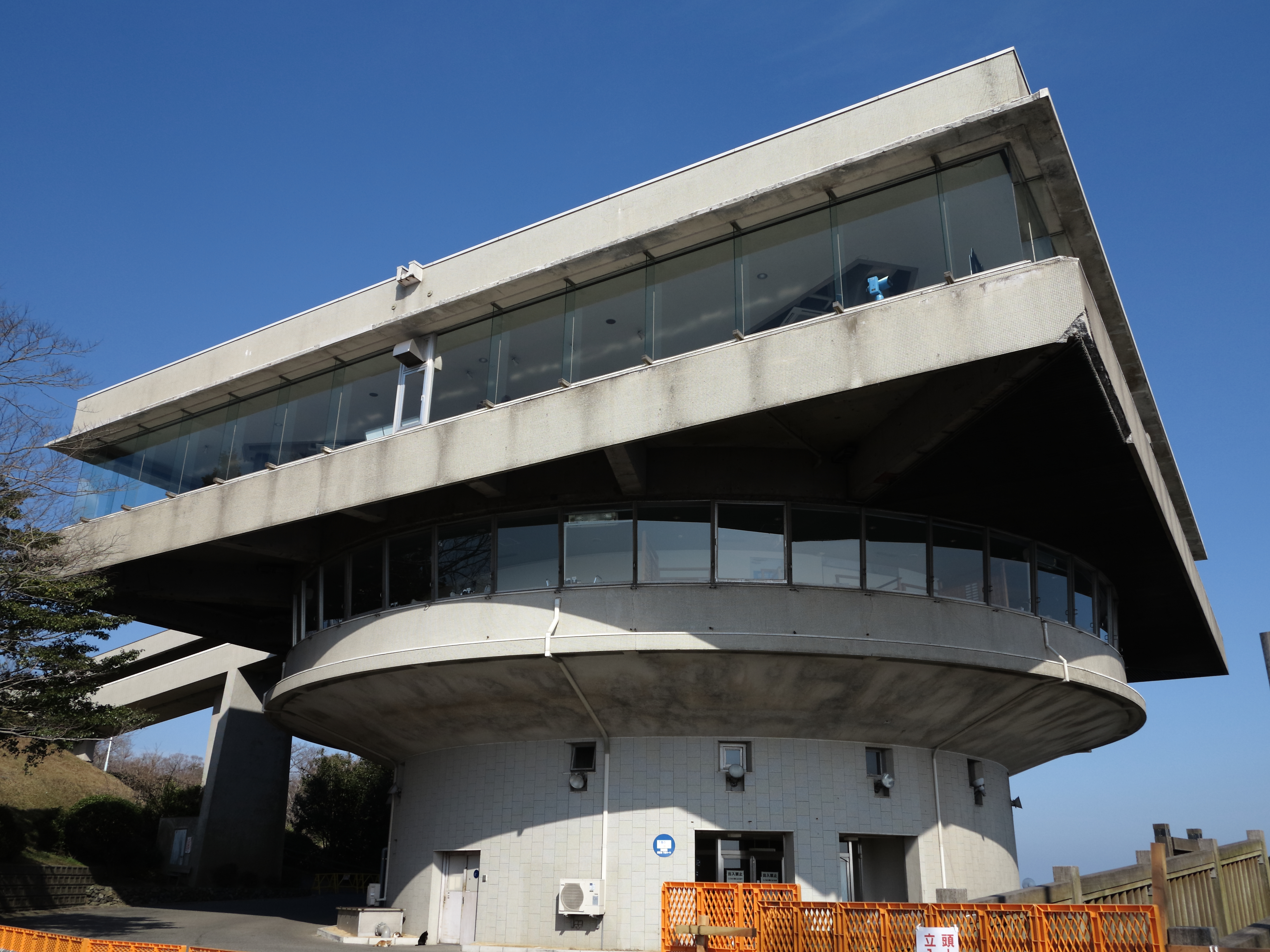
展望台 回転展望レストラン